# In the Name of Love (film 1925)
In the Name of Love è un film muto del 1925 diretto da Howard Higgin. Prodotto dalla Famous Players-Lasky Corporation e distribuito dalla Paramount Pictures, aveva come interpreti Ricardo Cortez, Greta Nissen, Wallace Beery, Raymond Hatton, Lillian Leighton, Edythe Chapman, Richard Arlen.
La sceneggiatura di Sada Cowan si basa su The Lady of Lyons (o The Lady of Lyons; or, Love and Pride), romanzo di Sir Edward Bulwer-Lytton, pubblicato a Londra e a New York nel 1838.

## Trama
Dopo aver vissuto qualche anno a Chicago dov'è diventato un rispettato uomo d'affari, Raoul Melnotte torna nella sua città natale in Francia deciso a sposare Marie Dufrayne, la fidanzata che aveva ai tempi dell'università. Scopre così che Marie è nel frattempo diventata una scalatrice sociale, in cerca di un marito titolato. Infatti quando lui le chiede di sposarlo, la donna lo respinge perché non vuole perdere tempo con un semplice uomo d'affari. In combutta con altri due corteggiatori delusi, Raoul si fa passare per principe, riuscendo nel suo intento e sposando la bella ritrosa. Quando però Marie scopre che lui è effettivamente solo un uomo d'affari ha un colpo. Alla fine il vero amore riuscirà a spazzare via tutti gli ostacoli e lei e Raoul inizieranno insieme una felice vita matrimoniale.

## Produzione
Il film fu prodotto dalla Famous Players-Lasky Corporation.

## Distribuzione
Il copyright del film, richiesto dalla Famous Players-Lasky Corp., fu registrato il 10 agosto 1925 con il numero LP21720. Lo stesso giorno, distribuito dalla Paramount Pictures, il film uscì nelle sale statunitensi. In Danimarca, il film fu distribuito con il titolo I Kærlighedens Navn l'11 dicembre 1925. La Famous-Lasky Film Service lo distribuì nel Regno Unito il 5 aprile 1926 come anche in Canada e Australia. In Finlandia, uscì il 3 gennaio 1927. In Spagna, prese il titolo En nombre del amor, in Svezia quello di I kärlekens namn; in Brasile, con quello di Em Nome do Amor.
Non si conoscono copie ancora esistenti della pellicola che viene considerata presumibilmente perduta.